# صاحب حداد
صاحب حداد (1939 – 18 كانون الأول/ديسمبر 1994)، مونتير و مخرج سينمائي عراقي، من مواليد محافظة بغداد.

## حياته
بدأ حياته الفنية ممثلاً، حيث إنضم إلى فرقة إخوان التمثيل و السينما، ثم فرقة المسرح الحديث، و بعدها فرقة المسرح الحر. عمل كمساعد مخرج في فيلم عروس الفرات سنة 1958 إخراج عبد الهادي المبارك. أخيراً قرر السفر إلى هنغاريا لدراسة المونتاج. بعد إكماله الدراسة سافر إلى لبنان، وقام بمنتجة العديد من الأفلام هناك. تم إنتاج فيلم وثائقي عن حياته بعنوان عاشق السينما، من إخراج خيرية منصور.

## أعماله

### مونتاج
- بياع الخواتم 1965[3]، تأليف: الأخوين رحباني، صبري شريف، إخراج: يوسف شاهين، تمثيل: فيروز، فوزي الكيالي، وليم حسواني، جوزيف ناصيف، سعاد كريم، هدى.
- الغرفة رقم 7 1966، تأليف و إخراج: كاميران حسني، تمثيل: نادية جمال، عبد الله شماس، رضا الشاطي.
- سائق الشاحنة 1966، إخراج: يوشكو فنشينكش، تمثيل: خالد تاجا، عبد اللطيف فتحي، صبري عياد، بسام جبري، هالة شوكت.
- وداعا يا لبنان 1968، تأليف: يوسف العاني، إخراج: حكمت لبيب، تمثيل: يوسف العاني، نادية جمال، مارلين شميدت، منير معاصري.
- كلنا فدائيون 1969، تأليف: أنطوان غندور، إخراج: غارى غرايدبان، تمثيل: سامي عطار، جوزيف نانو، سمير شمص، منى بدر، سامي حبيب، زين الصيداني، سمير أبو سعيد، غسان مطر.
- فندق السعادة 1972، تأليف: فاروق صبري، فارس يواكيم، إخراج: فطين عبد الوهاب، مساعد مخرج: صالح فوزي، تمثيل: أحمد رمزي، شمس البارودي، عبد المنعم إبراهيم، حسن علاء الدين، إبراهيم مرعشلي، ملفينا أمين، شفيق حسن، نادية الجندي.
- المخدوعون 1972، تأليف: غسان كنفاني، توفيق صالح، إخراج: توفيق صالح، مساعد مخرج: محمد الشليان، تمثيل: محمد خير حلواني، صالح خلقي، ثناء دبسي، يولاند أسمر، بسام لطفي، عبد الرحمن آل رشي، نجاح حفيظ، قمر مرتضى.
- ذكري ليلة حب 1973[4]، تأليف وإخراج: سيف الدين شوكت، تمثيل: صلاح ذو الفقار، نيللي، نبيلة عبيد، رفيق سبيعي، زياد مولوي، هالة شوكت، مني واصف، خالد تاجا، مها الصالح، نادية أرسلان، أنور البابا، أحمد عداس، يوسف شويري.
- ذئاب لا تأكل اللحم 1973، إخراج: سمير خوري، تمثيل: محسن سرحان، محمد المنصور، علي المفيدي، عزت العلايلي، إيمان (ليز سركسيان)، نور الهدى الرازقي، ناهد شريف، فتوح محمد.
- زوجتي من الهيبز 1973، تأليف: نهاد قلعي، عبد الحي أديب، أخراج: عاطف سالم، تمثيل: دريد لحام، نهاد قلعي، أماليا أبي صالح، لينا باتع، الياس رزق، هند طاهر، شفيق حسن، أحمد خليفة.[5]
- حبيبتي 1974، تأليف: عبد الحي أديب، بورفا لازري، تمثيل: فاتن حمامة، محمود ياسين، سمير أبو سعيد، لينا باتع، آمال عفيش، هاني الروماني.
- المنعطف 1975، تأليف: غائب طعمة فرمان، إخراج: جعفر علي، تمثيل: يوسف العاني، عبد الجبار عباس، طعمة التميمي، عبد الجبار كاظم، سميرة أسعد، سامي عبد الحميد، سمر محمد، زكية خليفة.
- الرأس 1976، تأليف و إخراج: فيصل الياسري، تمثيل: طعمة التميمي، إبراهيم جلال، عبد الجبار كاظم، فوزية الشندي، قاسم محمد، د.فاضل خليل، سمر محمد، سليم كلاس.
- يوم آخر 1979، تأليف: صباح عطوان، تمثيل: عواطف نعيم، طالب الفراتي، ناهدة الرماح، بهجت الجبوري، هاني هاني، راسم الجميلي، سامي العراقي، قائد النعماني.
- حمد و حمود 1986، إخراج: إبراهيم جلال.
- الحب كان السبب 1986، إخراج عبد الهادي المبارك، تمثيل: سناء عبد الرحمن، جواد الشكرجي، سمر محمد، عبد الجبار كاظم، سامي العراقي، عبد الخالق المختار.
- النهر 1987، تأليف: فيصل الياسري، زهير الدجيلي، إخراج: فيصل الياسري، تمثيل: حاتم سلمان، كريم عواد، هناء محمد، قائد النعماني، حقي الشبلي، مكي عواد، أسعد عبد الرزاق، سامي قفطان.
- عمارة 13 1987، تأليف: عبد الباري العبودي، تمثيل: سليم البصري، راسم الجميلي، محمد حسين عبد الرحيم، سهى سالم، سامي العراقي، محمود أبو العباس، سعاد عبد الله.
- عرس عراقي 1988، تأليف: عادل عبد الجبار، إخراج: محمد شكري جميل، تمثيل: قاسم محمد، مقداد عبد الرضا، هديل كامل، طعمة التميمي، فائز سالم، فاطمة الربيعي.
- وجهان في الصورة 1989، تأليف: عبد الباري العبودي، إخراج: حسن الجنابي، تمثيل: أزادوهي صاموئيل، طعمة التميمي، فوزية عارف، باسم الجميلي، مكي عواد، زكية خليفة، مديحة وجدي، عفاف طالب.
- فتى الصحراء 1991، تأليف: محمد شمس، يوسف يوسف، إخراج:عبد السلام الأعظمي، عدنان الإمام، تمثيل: عزيز خيون، سمر محمد، فائزة جاسم، علي الحربي، هناء محمد، كنعان علي.
- طائر الشمس 1991، تأليف: جعفر علي، تمثيل: سعدية الزيدي، طعمة التميمي، سوسن شكري، فيصل حامد، كنعان علي.
- نرجس عروس كردستان 1991، فيلم باللغة الكردية، تأليف: محمد فريق حسن، جعفر علي، إخراج:جعفر علي، تمثيل: أحمد سالار، صفوت الجراح، بديعة عبد الله، مكي عبد الله.
- الملك غازي 1993، تمثيل: سامي قفطان، فاضل خليل، طعمة التميمي، عز الدين طابو، غازي التكريتي، فيصل الياسري، جعفر السعدي، قاسم الملاك.

### إخراج
- يوم آخر 1979.
- مطاوع و بهية 1982[6]، تأليف: زهير الدجيلي، سعيد الكفراوي، تمثيل: كرم مطاوع، سهير المرشدي، بهجت الجبوري، محمد حسين عبد الرحيم، عبد الرحمن أبو زهرة، إقبال نعيم، حسن الجندي.
- الحدود الملتهبة 1984، تمثيل: طعمة التميمي، قاسم الملاك، هند كامل، مقداد عبد الرضا، كنعان علي، سامي قفطان، نزار السامرائي.
- عمارة 13 1987.
- طائر الشمس 1991.

### أعمال أخرى
- شارك في تأليف فيلم يوم آخر.[1]
- الألحان و الموسيقى التصويرية لفيلم فتى الصحراء.

## جوائز
- الجائزة الذهبية لأفضل مونتاج عن فيلم كلنا فدائيون.[1]
- جائزة كارلو فيفاري عن فيلم مطاوع و بهية.

## روابط خارجية
- صاحب حداد على موقع قاعدة بيانات الأفلام العربية